# 히트맨 (대한민국의 영화 시리즈)
《히트맨》은 최원섭 감독인 대한민국의 액션 영화 8부작의 시리즈다. 권상우가 연기하는 주연 국가정보원 및 만화가 준이 각 편마다 범죄자를 추적하고 소탕하는 이야기를 다룬다.
2020년 《히트맨》로 시작했으며 2025년 영화 《히트맨2》를 시작으로 속편이 개봉됐다.

## 개봉 정보

### 1부
| 연도            | 제목    | 원제              | 일본어                         | 출연진 | 촬영 기간                         | 개봉 전 정보 |
| --------------- | ------- | ----------------- | ------------------------------ | --- | --------------------------------- | --- |
| 2020년 1월 22일 | 히트맨  | Hitman: Agent Jun | ヒットマン エージェント:ジュン | 권상우, 정준호, 황우슬혜, 이이경, 이지원, 허성태, 조운, 허동원, 이준혁, 이중옥                                      | 2019년 5월 21일 ~ 2019년 9월 11일 | 2020년의 첫 작품이다. |
| 2025년 1월 22일 | 히트맨2 | Hitman 2          | ヒットマン エージェント2       | 권상우, 정준호, 황우슬혜, 이이경, 김성오, 이지원, 한지은, 이순원, 이준혁, 박광재, 김한준, Alexander, 송유하, 박태산 | 2023년 6월 ~ 2023년 9월 3일       | 전작 으로부터 5년 만의 후속작이다. |
| 미정            | 히트맨3 | Hitman 3          | ヒットマン エージェント3       | 권상우, 정준호, 황우슬혜, 이이경, 이지원, 이준혁                                                                    | 2025년                            | 촬영 종료 이후로 스틸컷이 유출된다. 또한 동시촬영 예정이었던 히트맨4 촬영에 돌입한다.                                                    |
| 미정            | 히트맨4 | Hitman 4          | ヒットマン エージェント4       | 권상우, 정준호, 황우슬혜, 이이경, 이지원, 이준혁                                                                    | 2025년 ~ 2026년                   | 3편과 4편 동시 촬영한다. 1부의 마지막 작품이다. 3편 VOD 풀린 후에 4편의 스틸컷이 유출된다. 4편의 사기상은 베를린 국제 영화제가 초청된다. |

### 2부
| 연도 | 제목    | 원제     | 일본어                   | 출연진                                           | 촬영 기간 | 개봉 전 정보                     |
| ---- | ------- | -------- | ------------------------ | ------------------------------------------------ | --------- | -------------------------------- |
| 미정 | 히트맨5 | Hitman 5 | ヒットマン エージェント5 | 권상우, 정준호, 황우슬혜, 이이경, 이지원, 이준혁 | 미정      | 히트맨 시리즈 2부의 첫 작품이다. |
| 미정 | 히트맨6 | Hitman 6 | ヒットマン エージェント6 | 권상우, 정준호, 황우슬혜, 이이경, 이지원, 이준혁 | 미정      |                                  |
| 미정 | 히트맨7 | Hitman 7 | ヒットマン エージェント7 | 권상우, 정준호, 황우슬혜, 이이경, 이지원, 이준혁 | 미정      |                                  |
| 미정 | 히트맨8 | Hitman 8 | ヒットマン エージェント8 | 권상우, 정준호, 황우슬혜, 이이경, 이지원, 이준혁 | 미정      |                                  |

## 범죄 직업 정보

### 1부
| 제목    | 직업                      | 국적           |
| ------- | ------------------------- | -------------- |
| 히트맨  | 테러리스트                | 러시아         |
| 히트맨2 | 용병 / 간첩               | 프랑스 / 북한  |
| 히트맨3 | 경찰공무원, 갱단 / 야쿠자 | 대한민국, 일본 |
| 히트맨4 | 마피아                    | 대한민국       |

### 2부
| 제목    | 직업 | 국적 |
| ------- | ---- | ---- |
| 히트맨5 |      |      |
| 히트맨6 |      |      |
| 히트맨7 |      |      |
| 히트맨8 |      |      |

## 비유 동물

### 1부
| 제목    | 빌런 캐릭터 | 국적         | 직업          | 비유 동물 | 특징                                            |
| ------- | ----------- | ------------ | ------------- | --------- | ----------------------------------------------- |
| 히트맨  | 제이슨 리   | 러시아       | 테러리스트    | 독사      | 메인 빌런 + 최종 보스                           |
| 히트맨  | 제롬        | 러시아       | 테러리스트    | 늑대      | 메인 빌런의 오른팔 + 중간 보스                  |
| 히트맨  | 사이먼 리   | 러시아       | 테러리스트    | 고블린    | 라운드 보스                                     |
| 히트맨2 | 피에르 쟝   | 프랑스, 북한 | 테러리스트    | 치타      | 메인 빌런 + 최종 보스                           |
| 히트맨2 | 안톤        | 프랑스, 북한 | 테러리스트    | 고릴라    | 메인 빌런의 오른팔 + 중간 보스                  |
| 히트맨2 | 사샤        | 프랑스, 북한 | 테러리스트    | 악어      | 메인 빌런의 왼팔                                |
| 히트맨2 | 블라디미르  | 러시아       | 마피아        | 범고래    | 서브 빌런                                       |
| 히트맨2 | 쿠니무라    | 일본         | 야쿠자        | 사자      | 서브 빌런                                       |
| 히트맨2 | 쳉          | 중국         | 갱단          | 사마귀    | 서브 빌런                                       |
| 히트맨3 | ???         | 대한민국     | 경찰공무원    | 불여우    | 메인 빌런 + 최종 보스                           |
| 히트맨3 | ???         | 일본         | 야쿠자        | 까마귀    | 메인 빌런 + 더블 최종 보스격 중간 보스          |
| 히트맨3 | ???         | 대한민국     | 경찰공무원    | 가재      | 메인 빌런의 오른팔 + 중간 보스                  |
| 히트맨3 | ???         | 대한민국     | 경찰공무원    | 말벌      | 메인 빌런의 왼팔                                |
| 히트맨3 | ???         | 일본         | 야쿠자        | 하마      | 서브 빌런                                       |
| 히트맨3 | ???         | 일본         | 야쿠자        | 하이에나  | 서브 빌런                                       |
| 히트맨3 | ???         | 일본         | 야쿠자        | 들소      | 메인 빌런의 오른팔 + 중간 보스                  |
| 히트맨3 | ???         | 일본         | 야쿠자        | 상어      | 메인 빌런의 왼팔                                |
| 히트맨4 | ???         | 대한민국     | 군인 → 마피아 | 들개      | 메인 빌런 + 최종 보스                           |
| 히트맨4 | ???         | 대한민국     | 기업인        | 거미      | 서브 빌런                                       |
| 히트맨4 | ???         | 대한민국     | 군인 → 마피아 | 드래곤    | 메인 빌런의 오른팔 + 더블 최종 보스격 중간 보스 |
| 히트맨4 | ???         | 대한민국     | 조직폭력배    | 불독      | 중간 보스                                       |
| 히트맨4 | ???         | 대한민국     | 마피아        | 도마뱀    | 메인 빌런의 왼팔                                |
| 히트맨4 | ???         | 대한민국     | 불명          | 전갈      | 서브 빌런                                       |
| 히트맨4 | ???         | 대한민국     | 군인          | 곰        | 메인 빌런의 왼팔                                |

### 2부
| 제목    | 빌런 캐릭터 | 비유 동물 |
| ------- | ----------- | --------- |
| 히트맨5 | ???         | ???       |
| 히트맨6 | ???         | ???       |
| 히트맨7 | ???         | ???       |
| 히트맨8 | ???         | ???       |

## 1부
| 제목    | 나라별        |
| ------- | ------------- |
| 히트맨  | 러시아        |
| 히트맨2 | 프랑스 / 북한 |
| 히트맨3 | 일본          |
| 히트맨4 | 몽골          |

## 2부
| 제목    | 나라별 |
| ------- | ------ |
| 히트맨5 | 미정   |
| 히트맨6 | 미정   |
| 히트맨7 | 미정   |
| 히트맨8 | 미정   |

## 빌런한테 당하는 주인공
- 1편 - 덕규는 제이슨 부하들에 의해 싸이먼이 죽은 것처럼 전기고문을 당한다.
- 2편 - 덕규와 철은 해인에게 꽃을 가져온 것을 알면서 해인은 피에르 쟝과 키스를 하려다가 덕규와 철은 피에르 쟝, 안톤, 사샤를 포함한 부하들에 의해 기관총으로 강타하고 납치된다.
- 3편 - 덕규와 철은 경찰 총과 압수한 마약을 챙기려다가 부패경찰 3인조 ???(최종 보스), ???(최종 보스의 오른팔), ???(최종 보스의 왼팔)에 의해 차에 들이받아 기절하며 납치된 후에 병원에 실려갔고 ???(최종 보스)는 ???(서브 빌런의 한국 지부 산하 조직원)를 쇠지렛대로 살해한다. 다른 한 편은 준은 일본 마약 갱단의 부하들에 의해 나무 막대로 쳐서 기절했고 호프집으로 끌려간다.
- 4편 - 코인상징파티 시상식 화장실에서 ???(최종 보스)에 의해 철은 주먹에 얼굴을 맞고 발에 가슴을 맞아 청소부는 칼에 찔려 철과 같이 병원에 실려갔다.

## 빌런을 만나는 주인공

### 주인공이 메인 빌런과 처음 만난다.
- 1편 - 공장에서 미나가 제이슨한테 납치당했으나 준이 제이슨과 미나의 핸드폰으로 전화한다.
- 2편 - 공항에서 미나와 해인이 북한 요원의 피에르 쟝, 안톤, 사샤를 만난다.
- 3편 - 한편은 경찰서로 간 준과 ???(3편의 덕규와 철을 짝사랑하는 여자)가 부패경찰 중 마약수사대 3인조를 만난다. 다른 한편은 밖에 있는 주차장에서 준이 일본 마약 조직 3인조를 만난다.
- 4편 - 코인상징파티 시상식 엘리베이터 또는 화장실에서 준과 철은 불법 온라인 도박 사이트 조직 3인조를 만난다.

### 주인공이 메인 빌런과 마지막으로 만난다.
- 1편 - 공장에서 준, 덕규, 철, 가영이 미나를 구출하러 제이슨과 제롬을 만났다.
- 2편 - 대테러 본부 옥상에서 준, 덕규, 철이 피에르 쟝, 안톤, 스포일러(해인)를 제거하러 만났다.
- 3편 - 첫 번째로 기절한 준이 야쿠자 조직에 의해 호프집으로 끌고갔다. 두 번째로 경찰서 밖에서 준, 덕규, 철이 부패경찰(마약수사대) 3인조를 제거하러 만났다.
- 4편 - 기차 SRT 에서 준, 덕규, 철이 불법 온라인 도박 사이트 조직 3인조를 제거하러 만났다.

## 빌런 액션 클리셰
- 1편 - 제이슨의 경우 액션이 없다.
- 2편 - 장철룡의 경우 액션이 없다.
- 3편 - 한 편은 ???(메인 빌런이자 더블 최종 보스격 중간 보스)는 재일교포 야쿠자들을 일본도로 살해한다. 다른 한 편은 ???(메인 빌런이자 최종 보스)는 빌런이 아닌 조직폭력배들을 몽키스패너, 쇠지렛대로 살해한다.
- 4편 - ???(최종 보스)는 무기를 나이프로 쓰지만 한 편은 몽골의 대국 카지노 업체에서 한국인 조직원들을 살해하고 다른 한 편은 한국에서 코인 업체의 조직폭력배의 조직원들을 살해한다.

## 시리즈 공통 클리셰

### 최종 보스들은 준과의 대결 중에 골절되거나 신체 부위 중 한 부분이 크게 박살난다.
- 1편 : 제이슨은 준과 대결에서 유리 쪽으로 밀쳐 왕창 깨지고 떨어지면서 니킥에 얼굴을 맞고 안면 전체가 함몰되면서 기절한다.
- 2편 : 장철룡은 준과 대결에서 연필에 온 몸을 찔려 왼쪽 목을 가격하게 찔리고 기절한다.
- 3편 : ???는 준과 대결에서 갈비뼈가 부러졌을 뿐만 아니라 목이 부러지고 주먹에 얼굴을 강타하면서 기절한다.
- 4편 : ???는 준과 대결에서 배를 강타당해 갈비뼈가 부러지고 나이프 흉기를 쓰다가 오른쪽 손목이 부러졌으며 박치기로 강타하고, 마지막 준의 스피드를 실은 연필로 온 몸을 다 찌르면서 발에 얼굴을 가격하고 안면 전체가 함몰되면서 기절한다.

### 중간 보스들은 최종 보스 못지않게 처참히 당한다.
- 1편 : 제롬은 덕규와 대결에서 미나가 나무판으로 머리를 치고 각목으로 가슴과 엉덩이를 박아버려 엎어치기하다가 철드럼통에 맞아 기절한다.
- 2편 : 안톤은 철과 대결에서 주먹으로 고환을 머신건 펀치로 가격하면서 오른쪽 손목이 완전히 아작나며 기절한다.
- 3편 : 더블 최종 보스격 중간 보스인 ???는 준과 대결에서 얼굴을 강타하고 기절한다. 중간 보스 중 하나인 ???는 철과 대결에서 주먹에 목을 강타하고 오른쪽 발목이 완전히 아작나며 기절한다. 나머지 하나인 ???는 준과 대결에서 파워밤을 맞은 후 유리창 쪽을 집어던져 기절한다.
- 4편 : 더블 최종 보스격 중간 보스인 ???는 철과 대결에서 고환을 발로 부서질 정도로 가격하면서 주먹에 코뼈를 부러뜨리자 코에서 피를 흘리며 기절한다. 중간 보스인 ???의 경우는 메인 빌런인 ???(최종 보스)를 처리하려다 되려 당해 목숨까지 위협당했고 그에게 협조하면서 어찌저찌 ???(서브 빌런)을 처리한 후 금고의 돈을 가져가려 했으나 하필 그때 국정원 요원들이 들이닥치며 준에게 제압당해버린다.

### 메인 빌런들의 왼팔들은 대우가 안 좋아 처참하게 당한다. (2, 3, 4)
- 1편 : 제이슨의 경우 왼팔의 역할을 한 인물이 없다.
- 2편 : 스포일러(해인)는 덕규와 대결에서 주먹에 얼굴을 맞고 철의 발차기에 머리를 정통으로 맞아 눈이 뒤집힌 채 기절한다.
- 3편 : ???(최종 보스)의 왼팔 ???는 덕규와 대결에서 주먹에 가슴을 가격하고 순식간에 엎어치기하다가 기절한다. ???(더블 최종 보스격 중간 보스)의 왼팔 ???는 준에게 발각당해 순식간에 제압당한다.
- 4편 : ???는 덕규와 대결에서 팔을 아작내고 엎어치기하다가 기절한다. 또한 ○○ 카지노 한정 왼팔인 ???은 카지노 여직원을 인질을 잡다가 ??? (부하들보다 강한 국정원 여성)에게 뒤에서 테이저건을 쏴버리고 기절한다.

### 이미나는 술에 취해 펼쳤던 망상 액션과는 달리 진짜 액션으로 빌런들을 때려잡는다.
- 1편 : 준은 제이슨의 부하들에 의해 기관총으로 폭행했으나 러시아 갱스터 제이슨 부하들의 대결에서 달려들면서 총을 쏘고 주먹으로 치고 발차기까지 하면서 총까지 쏜다.
- 2편 : 북한 테러조직 피에르 쟝 부하들의 대결에서 덕규와 철을 구하기로 주먹으로 치고 발로 걷어차며 술병으로 머리를 강타한다.
- 3편 : ???(최종 보스)가 마약을 가져가 경찰서로 갔으므로, 부패경찰의 부하들의 대결에서 철을 구하기로 맨몸으로 싸우면서 술병, 기관총, 야구 배트로 강타한다.
- 4편 : 코인 업체 조폭들의 대결에서 ???(서브 빌런)을 검거하기로 맨몸으로 싸우면서 술병으로 강타한다.

## 아군

### 주인공
- 오자훈 (1편) → 권상우 : 준 역 (일본 성우: 마도노 미츠아키)

웹툰 작가
- 정준호 : 덕규 역 (일본 성우: 아카사카 마사유키)

국정원 국장
- 황우슬혜 : 미나 역 (일본 성우: 요네쿠라 키요코)

준의 아내
- 배민준 (1편) → 이이경 : 철 역 (일본 성우: 이토 유키)

국정원 요원
- 이지원 : 가영 역 (일본 성우: 오쿠토모 사아야)

준의 딸

### 국가정보원 (와해 → 생존)
- 허성태 : 형도 역 (1편) (일본 성우: 엔도 와타루)

국정원 차장
- 주서은 : 은 역(†) (1편)

국정원 요원
- 김미희 : 국정원 요원 역
- 이원희, 박도영, 윤동주, 양정두 : 취조실 국정원 요원 역 (1편)
- 이건우, 이승민, 최준혁, 이윤규, 신희정 : 과거 상황실 국정원 요원 역 (1편)
- 권유준, 이상이 : 형도 보좌 국정원 요원 역 (1편)
- 안성봉 : 공사장 국정원 요원 역 (1편)
- 하경민, 김사란 : 상황실 국정원 요원 역 (1편)
- 조셉 : 과거 취조실 고문 요원 역 (1편)
- 손태양 : 음성분석 국정원 요원 역 (1편)
- 황태희 : 위치분석 국정원 요원 역 (1편)
- 김원영, 박성진, 변동욱 : 웹툰 사무실 국정원 요원 역 (1편)
- 강현우, 김종석, 정수용, 이동혁, 심상윤 : 브리핑룸 국정원 요원 역 (1편)
- 김동현, 장필상 : 고아원 국정원 요원 역 (1편)
- 박지해 : 터널안 국정원 요원 역(†) (1편)
- 이순원 : 용출 역 (2편)

국정원 차장
- 배재성, 이승민, 한승윤, 박영찬 : 국정원 요원 역 (2편)
- ??? : ??? 역 (3편)

국정원 차장
- ??? : ??? 역 (4편)

국정원 차장

### 윈윈코믹스
- 이준혁 : 편집장 역 (반복출연)

윈윈코믹스 편집장
- 두경민, 이왕수, 박주은, 리우림 : 갤러리 직원 역 (2편)

### 미술관 (생존 → 궤멸)
궤멸 및 흡수조직 (2편), 준과 함께하는 마약 수색 (3편)
- 한지은 : 전해인 역

미술관 큐레이터. 출생년도는 불명
- ??? : ??? 역 (3편)

미술관 큐레이터

## 빌런
실은 말이 악역이지, 그냥 아군이 된 적 보정을 자주받는 패거리들이다.
| 메인 빌런        | 메인 빌런                 | 메인 빌런                                                      | 메인 빌런              |
| 1부              | 1부                       | 1부                                                            | 1부                    |
| 히트맨           | 히트맨2                   | 히트맨3                                                        | 히트맨4                |
| ---------------- | ------------------------- | -------------------------------------------------------------- | ---------------------- |
| 제이슨 리 (조연) | 장철룡 / 피에르 쟝 (주연) | ??? (최종 보스) (주연) ??? (더블 최종 보스격 중간 보스) (주연) | ??? (최종 보스) (주연) |
| 2부              |                           |                                                                |                        |
| 히트맨5          | 히트맨6                   | 히트맨7                                                        | 히트맨8                |
| 미정             | 미정                      | 미정                                                           | 미정                   |

| 최종 보스        | 최종 보스                 | 최종 보스  | 최종 보스  |
| 1부              | 1부                       | 1부        | 1부        |
| 히트맨           | 히트맨2                   | 히트맨3    | 히트맨4    |
| ---------------- | ------------------------- | ---------- | ---------- |
| 제이슨 리 (조연) | 장철룡 / 피에르 쟝 (주연) | ??? (주연) | ??? (주연) |
| 2부              |                           |            |            |
| 히트맨5          | 히트맨6                   | 히트맨7    | 히트맨8    |
| 미정             | 미정                      | 미정       | 미정       |

| 메인 빌런의 오른팔 | 메인 빌런의 오른팔 | 메인 빌런의 오른팔    | 메인 빌런의 오른팔 |
| 1부                | 1부                | 1부                   | 1부                |
| 히트맨             | 히트맨2            | 히트맨3               | 히트맨4            |
| ------------------ | ------------------ | --------------------- | ------------------ |
| 제롬 (조연)        | 안톤 (단역)        | ??? (조연) ??? (조연) | ??? (조연)         |
| 2부                |                    |                       |                    |
| 히트맨5            | 히트맨6            | 히트맨7               | 히트맨8            |
| 미정               | 미정               | 미정                  | 미정               |

| 메인 빌런의 왼팔 | 메인 빌런의 왼팔 | 메인 빌런의 왼팔      | 메인 빌런의 왼팔      |
| 1부              | 1부              | 1부                   | 1부                   |
| 히트맨           | 히트맨2          | 히트맨3               | 히트맨4               |
| ---------------- | ---------------- | --------------------- | --------------------- |
| -                | 스포일러 (조연)  | ??? (조연) ??? (조연) | ??? (조연) ??? (조연) |
| 2부              |                  |                       |                       |
| 히트맨5          | 히트맨6          | 히트맨7               | 히트맨8               |
| 미정             | 미정             | 미정                  | 미정                  |

| 더블 최종 보스격 중간 보스 | 더블 최종 보스격 중간 보스 | 더블 최종 보스격 중간 보스 | 더블 최종 보스격 중간 보스 |
| 1부                        | 1부                        | 1부                        | 1부                        |
| 히트맨                     | 히트맨2                    | 히트맨3                    | 히트맨4                    |
| -------------------------- | -------------------------- | -------------------------- | -------------------------- |
| -                          | -                          | ??? (주연)                 | ??? (조연)                 |
| 2부                        |                            |                            |                            |
| 히트맨5                    | 히트맨6                    | 히트맨7                    | 히트맨8                    |
| 미정                       | 미정                       | 미정                       | 미정                       |

| 중간 보스   | 중간 보스   | 중간 보스             | 중간 보스  |
| 1부         | 1부         | 1부                   | 1부        |
| 히트맨      | 히트맨2     | 히트맨3               | 히트맨4    |
| ----------- | ----------- | --------------------- | ---------- |
| 제롬 (조연) | 안톤 (단역) | ??? (조연) ??? (조연) | ??? (조연) |
| 2부         |             |                       |            |
| 히트맨5     | 히트맨6     | 히트맨7               | 히트맨8    |
| 미정        | 미정        | 미정                  | 미정       |

| 서브 빌런 | 서브 빌런 | 서브 빌런                 | 서브 빌런  |
| 1부       | 1부       | 1부                       | 1부        |
| 히트맨    | 히트맨2   | 히트맨3                   | 히트맨4    |
| --------- | --------- | ------------------------- | ---------- |
| -         | -         | ??? (조연) ??? (특별출연) | ??? (주연) |
| 2부       |           |                           |            |
| 히트맨5   | 히트맨6   | 히트맨7                   | 히트맨8    |
| ???       | ???       | ???                       | ???        |

### 제이슨 일당 (궤멸) (1편)
1편의 메인 빌런들. 국정원 요원들을 살해하는 러시아에서 온 갱스터이다.
- 조운 : 제이슨 역(†) - 1편의 메인 빌런이자 최종 보스

테러리스트 조직 두목. 출생년도는 1974년
- 허동원 : 제롬 역(†) - 1편의 중간 보스

제이슨의 오른팔
- 박두식 : 싸이먼 역(†) - 1편의 라운드 보스

제이슨의 동생
- 김길동, 배진웅, 이한종, Awe Titus Olukayode, 문정수, 김원중, 김흥태, 김대근, 김관영, 우광제, 윤준호, 이왕수, 남승화, 이동욱, 이창섭, 이금용, 임효우, 박현선, 주창욱 : 제이슨 부하 역(†)
- 문형돈, 원우, 최재현, Oleg Ostrovskiy, Dimitri Cherbe, 서정훈 : 싸이먼 부하 역(†)

### 피에르 쟝 일당 (궤멸) (2편)
2편의 메인 빌런들. 국정원 요원들을 살해하고 지옥문을 설치하는 북한 특수요원이다.
- 김성오 : 장철룡 역(†) (일본 성우: 미카미 사토시) - 2편의 메인 빌런이자 최종 보스

프랑스 유명 미술품 컬렉터이자 북한 특수요원의 리더. 출생년도는 불명
- 한지은 : 스포일러 - 2편의 피에르 쟝의 왼팔이자 히든 보스

사실 그녀는 피에르 쟝 일당 소속이었으며, 남한이 아닌 북한 말투를 사용하며 본색을 드러낸다.
- 박광재 : 안톤 역 - 2편의 피에르 쟝의 오른팔이자 중간 보스

피에르 쟝의 오른팔
- 김한준 : 사샤 역(†) - 2편의 피에르 쟝의 프랑스 한정 왼팔
- 관영선 : 북한 상임 간부 역(†)
- 장유희 : 피에르 쟝 부인 역(†)
- 문예서 : 피에르 쟝 딸 역(†)
- 홍기주, 오충근, 김은모, 이호영 : 북한 요원 역(†)
- 주창욱, 이건구, 이동환, 방병현, 양해준, 유동균, 조이택, 황준수, 김민형, 김태완, 안용우 : 피에르 쟝 부하 역(†)

### 기타 국외 범죄자들 (궤멸) (2편)
- Alexander : 블라디미르 역(†)
- 송유하 : 쿠니무라 역(†)
- 박태산 : 쳉 역(†)
- 송윤하 : 기모노 여 역

### 인천중부경찰서 마약수사대 (궤멸) (3편)
3편의 메인 빌런 포지션의 범죄조직이다.
- ??? : ??? 역(†) (일본 성우: 마에노 토모아키) - 3편의 메인 빌런이자 최종 보스

대한민국의 유명 미술품 컬렉터이자 인천중부경찰서 마약수사대 팀장. 야쿠자인 이나가와카이와 손을 잡고 마약을 밀수하는 부패한 악질 비리경찰로 히트맨 시리즈에서 최초로 경찰공무원이라는 번듯한 직업을 보유한 빌런이다. 출생년도는 1980년
- ??? : ??? 역(†) - 3편의 ???의 오른팔이자 중간 보스 1

인천중부경찰서 마약수사대 형사
- ??? : ??? 역(†) - 3편의 ???의 왼팔

인천중부경찰서 마약수사대 형사
- ??? : ??? 부인 역
- ??? : ??? 딸 역
- ??? : 마수대 4인조 역
- ??? : ??? 부하 18인조 역(†)

### 일본 지부 (궤멸) (3편)
3편의 또 다른 메인 빌런들. 폭력조직 중 역대 최대규모 국제 마약 밀수로 모티브로 한 범죄조직이 된 인물. 마약을 찾으려는 일본 범죄조직이다.
- ??? : ??? 역(†) - 3편의 메인 빌런이자 더블 최종 보스격 중간 보스

이나가와카이 회장이 한국으로 보낸 행동대장이다. 출생년도는 1982년 
- ??? : ??? 역(†) - 3편의 ???의 오른팔이자 중간 보스 2

일본 지부 산하 조직원
- ??? : ??? 역(†) - 3편의 ???의 왼팔

일본 지부 산하 조직원
- ??? : ??? 부하 14인조 역(†)
- ??? : ???를 배신한 부하 4인조 역(†)

### 한국 지부 (궤멸 → 폐쇄) (3편)
- ??? : ??? 역(†) - 3편의 서브 빌런 1
- ??? : ??? 부하 10인조 역(†)

### 수뇌부 (생존) (3편)
- ??? : ??? 역 (특별출연) - 3편의 서브 빌런 2

### SA 카지노 (궤멸) (4편)
4편의 메인 빌런급 범죄조직이다. 실제로 없는 가상의 카지노다. 국정원 요원이나 범죄자를 잔인하게 때려죽이는 불법 온라인 도박 사이트 조직이다.
- ??? : ??? 역(†) (일본 더빙: 나카무라 카즈마사)- 4편의 메인 빌런이자 최종 보스

SA 카지노 부사장. 출생년도는 1985년
- ??? : ??? 역(†) - 4편의 ???의 오른팔이자 더블 최종 보스격 중간 보스

SA 카지노 상무이사. 출생년도는 1986년
- ??? : ??? 역(†) - 4편의 ???의 카지노 한정 왼팔
- ??? : ??? 역(†) - 4편의 ???의 왼팔
- ??? : ??? 부하 20인조 역(†)

### LX 홀딩스 (해체) (4편)
4편의 서브 빌런들로, ???이 경영하는 코인 업체이다.
- ??? : ??? 역(†) - 4편의 서브 빌런

코인 업체의 대표이사. 생년월일은 1985년
- ??? : ??? 역 - 4편의 중간 보스
- ??? : ??? 부하 17인조 역

## 조직폭력배
1편과 2편에서는 빌런이 아닌 조직폭력배 역할을 한 인물이 없다.

### ??? (와해 → 생존) (3편)
범죄도시 시리즈 3편에서는 자동차 판매였으나, 히트맨 시리즈 3편에서는 전자제품인 텔레비전 + 세탁기 + 토스트 기계 + 밥솥 + 에어컨 + 컴퓨터 + 전자레인지 + 가스레인지를 판매한다.
- ??? : ??? 역 - 3편의 신 스틸러
- ??? : ??? 여친 역
- ??? : ??? 부하 역

### 중국 마약 조직 (3편)
- ??? : ??? 역

### 주부도박단 (3편)
- ??? : ??? - 3편의 라운드 보스이자 개그 캐릭터

### 오락실 (4편)
- ??? : ??? 역 - 4편의 신 스틸러

### 대국 카지노 (궤멸) (4편)
- ??? : ??? 역

### 마약 밀매 조직 (4편)
- ??? : ??? - 4편의 라운드 보스

## 일반인들

### 공사장 (1편)
- 이중옥 : 십장 역

### 중학교 (1편)
- 이승아 : 가영 친구 역

### 유튜버 (2편)
- 최동구 : 이슈왕 역

### 고등학교 (2편)
- 최은유, 이희진, 최현준, 이윤우 : 교실 친구 역

### 기타 일반인들
- 채인우 : 가영 친구 아빠 역 (1편)
- 이상진 : 터널안 운전자 역 (1편)
- 김건 : PC방 초딩 역 (1편) → 악플러 역 (2편)
- 서성균 : PC방 초딩 역 (1편)
- 김나은, 김윤정, 박가은 : 과거 미나 친구 역 (1편)
- 옥주리 : 빨래 아줌마 역 (1편) → 은행 아줌마 역 (2편)
- 조수빈: 아나운서 역 (2편, 3편, 4편)
- 최지우 : 의사 역 (2편)